# Zopfabschneider
Als Zopfabschneider wird eine meist männliche Person bezeichnet, die (meist Mädchen und jungen) Frauen einen oder mehrere Zöpfe abschneidet. Dies geschieht in der Regel ohne Einwilligung des Opfers und stellt nach deutschem und Schweizer Strafrecht eine Körperverletzung dar. Als Begründung für diese Handlung wird eine Neigung zu Haarfetischismus angenommen, wobei die reine Neigung nicht als Ursache zur Ausführung der Tat ausreicht.
Dieses Phänomen ist bereits seit mindestens 1857 belegt und auch in jüngerer Zeit sind derartige Vorfälle bekannt. So gab es unter anderem 2011 und 2015 in der Oststeiermark zwei ähnliche Vorfälle.
Das Zopfabschneiden wird gelegentlich auch in der Literatur und Musik thematisiert oder aufgegriffen, so zum Beispiel in dem Lied Sind Sie der Graf von Luxemburg? Der Zopfabschneider. Lauensteiner Mitteilungen war ebenfalls der Titel einer Zeitung, die von der Lauensteiner Tafelrunde herausgegeben wurde.
Diese Handlungen müssen unterschieden werden vom Zopfabschneiden nach dem Ersten Weltkrieg im besetzten Rheinland und Ruhrgebiet, wo von sog. Scherenklubs das Scheren eines Bubikopfs als Strafe für die als Franzosenliebchen bezeichneten Mädchen und Frauen vollzogen wurde, die Beziehungen zu Besatzungssoldaten unterhielten.
Der Begriff Zopfabschneider wird heute ähnlich wie Trittbrettfahrer oder Halsabschneider umgangssprachlich metaphorisch als Begriff verwendet, hat jedoch eine andere Bedeutung: jemand, der mit (aus seiner Sicht) obsoleten Traditionen, Ideen oder Konzepten bricht (siehe auch: alte Zöpfe abschneiden).

## Zopfabschneider in der Literatur
- Eine Schere, 41 Zöpfe, ein Phantom. Fiktionaler Beitrag auf jetzt.de[6]
- Der Zopfabschneider vor Gericht von Hugo Friedländer
- Die Zopfabschneider (1866) von Richard Genée
- J. Sch-r: Auch ein Zopfabschneider – Keine erfundene Geschichte. In: Die Gartenlaube. Heft 18, 1859, S. 253–259 (Volltext [Wikisource]).